# 場外電子交易板
場外電子交易板（英語：Over-The-Counter Bulletin Board或OTCBB）是美國一個以電子方式交易的股票系統，會顯示實時報價，最後的出售價格和數量等資料，許多在此板交易的股票並沒有在納斯達克股票市場或任何一個國家的證券交易市場上市。
雖然該類證券交易由美国金融业监管局監督，但並不算是納斯達克股票交易市場的一部分。美國證券交易委員會曾表示，騙徒經常聲稱OTCBB上市相當於納斯達克上市，令投資者高估OTCBB上市的公司的規模。

## 外部連結
- 場外電子交易板網頁 （页面存档备份，存于）
- Microcap Stock: A Guide for Investors （页面存档备份，存于）